# Sobi táhnou
Sobi táhnou (1935, Reindeer Trek) je dobrodružný román kanadského spisovatele Allena Royho Evanse, líčící pětiletý přesun obrovského stáda sobů na dalekém severu. Jde o autorovo nejznámější dílo, někdy vydávané pod názvem Maso (Meat).

## Obsah románu
V románu je popsán pětiletý přesun (odehrál se v letech 1929–1935) obrovského stáda sobů (tři tisíce kusů) z Bucklandského zálivu na severozápadě Aljašky podél pobřeží Severního ledového oceánu do oblasti severně od Velkého Medvědího jezera u řeky Mackenzie poblíž města Aklavik v kanadských Severozápadních teritoriích.
Přesun bylo nutno provést, protože v cílové oblasti žily vymírající eskymácké kmeny, které byly každoročně postihovány hladomorem. Proto „bílí náčelníci“ rozhodli, že pro jejich záchranu je nutno v této oblasti usídlit velké sobí stádo, aby kmeny získaly trvalou zásobu potravy. Tento plán měla uskutečnit malá skupina Laponců a Eskymáků, vedená moudrým a zkušeným Laponcem Jonem.
Pět let bojovali účastníci tohoto pochodu s mnoha překážkami, které jim kladla do cesty drsná severská příroda (bouře, vánice, mráz, zemětřesní, vlci), nepřátelské kmeny, hlad i vysílení. Eskymáci se mimořádně těžkou námahou dvakrát zhroutili a byli nahrazeni, ale Laponci vydrželi až do samého závěru. Jejich neuvěřitelná vytrvalost, odvaha a nezlomná vůle umožnila sobí pochod dovést do úspěšného konce.

## Česká vydání
- Sobi táhnou, Rudolf Škeřík, Praha 1938, přeložila Lída Špačková, znovu 1948 a SNDK, Praha 1968.